# Давіде Ла Чечіліа
Давіде Ла Чечіліа (італ. Davide La Cecilia) (1961, Рим, Італія) — італійський дипломат. Надзвичайний і Повноважний Посол Італії в Україні (2016 — 2021).

## Біографія
Народився у 1961 році в Римі. Закінчив Римський університет за напрямком політологія.
З 1989 року — на дипломатичній роботі у Державному Секретаріаті.
З 1992 року — перший віце-консул в Гонконгу.
З 1996 року — перший секретар Посольства Італії в Лондоні.
З 1999 року — повернувшись до Рима, призначений на посаду начальника Генерального Секретаріату.
З 2001 по 2005 рр. — очолює Торгово-економічний відділ Посольства Італії в Токіо.
З 2005 по 2009 рр. — перебуває на посаді заступника Посольства Італії в Тель-Авіві.
З 2009 по 2013 рр. — працює в Римі, спочатку на посаді начальника відділу Країн Близького Сходу, а згодом, Координатора Миротворчого Процесу на Близькому Сході.
У 2011 році — отримав ранг Повноважного Міністра.
У 2013—2016 рр. — Генеральний Консул Італії в Єрусалимі.
З 29 серпня 2016 року — Надзвичайний та Повноважний Посол Італії в Києві (Україна).
8 вересня 2016 року вручив вірчі грамоти Президенту України Петру Порошенку.

## Нагороди
- Орден «За заслуги» ІІІ ступеня (Україна, 22 серпня 2020) — за вагомий особистий внесок у зміцнення міжнародного авторитету України, розвиток міждержавного співробітництва, плідну громадську діяльність[4].